# Goethes Erben
Goethes Erben es una banda alemana, formada en 1989 por Oswald Henke y Peter Seipt. El grupo se ubicó en la escena musical a inicios de los noventa junto a otras bandas, construyendo un nuevo estilo en el contexto del movimiento gótico y dark wave alemán. A mediados de los noventa tomó lugar un cambio de estilo e imagen. Desde ese entonces Goethes Erben concibió un trabajo más bien inspirado en el rock y el avantgarde.
Durante la formación de la banda permaneció la idea de aferrar textos hablados en Alemán como punto central de la música, lo que explica también el nombre de la banda, que será para simbolizar esa idea. Sus presentaciones —denominadas "Teatros Musicales" por Goethes Erben— son producciones musicales avantgardistas.

## Biografía
Goethes Erben fue fundada por Henke y Seipt en 1989, los que se habían conocido trabajando en el mismo hospital durante sus estudios de enfermería. A diferencia de Henke que hasta ese entonces solamente tenía experiencia en el teatro, Seipt ya había participado musicalmente en otras bandas.
Henke conoce finalmente en el año 1989 a través de una banda amiga a Bruno Kramm y Stefan Ackermann. Estos apenas habían lanzado la etiqueta musical Danse Macabre e irían a formar más tarde el grupo Das Ich. Con el apoyo de Kramm grabaron Henke y Seipt la cinta El espejo, cuyo camino conduce al final a través de testigos mudos y una cinta en vivo que aparecieron en 1990.
- Datos: Q558464
- Multimedia: Goethes Erben / Q558464